# Пономарьов Микола Тимофійович
Мико́ла Тимофі́йович Пономарьо́в (нар. 1923 — пом. 1943) — радянський військовик часів Другої світової війни, командир гармати 206-го гвардійського легкого артилерійського полку 3-ї гвардійської легкої артилерійської бригади 1-ї гвардійської артилерійської дивізії прориву (60-та армія), гвардії сержант. Герой Радянського Союзу (1943).

## Життєпис
Народився 13 серпня 1923 року на хуторі Новий Сокулак (нині — село Сарактаського району Оренбурзької області РФ) в селянській родині. Росіянин. Здобув неповну середню освіту.
До лав РСЧА призваний Гаврилівським РВК у 1942 році. Учасник німецько-радянської війни з вересня 1942 року. Воював на Сталінградському і Центральному фронтах.
Особливо відзначився під час битви за Дніпро, утримуючи плацдарм на правому березі річки Дніпро північніше Києва. 6 жовтня 1943 року при ліквідації прориву механізованого угруповання ворога при підтримці танків через село Медвин до переправи, гвардії сержант М. Т. Пономарьов у критичний момент бою замінив вибулого зі строю навідника в обслузі гармати під командуванням гвардії сержанта П. І. Тавровського. Швидким наведенням і влучним вогнем Тавровський і Пономарьов підбили 3 танки, з яких 1 — типу «Тигр», 8 автомашин з військоами і військовим вантажем і до батальйону піхоти ворога. Загинув у цьому бою від вибуху ворожого снаряду.
Похований у братській могилі в селі Горностайпіль Іванківського району Київської області.

## Нагороди
Указом Президії Верховної Ради СРСР від 17 жовтня 1943 року, «за успішне форсування річки Дніпро північніше Києва, міцне закріплення плацдарму на західному берез річки Дніпро та виявлені при цьому відвагу і героїзм», гвардії сержантові Пономарьову Миколі Тимофійовичу присвоєне звання Героя Радянського Союзу (посмертно).
Нагороджений орденом Леніна (17.10.1943) і двома медалями.